# Loxosceles coheni
Espèce
Loxosceles coheni est une espèce d'araignées aranéomorphes de la famille des Sicariidae.

## Distribution
Cette espèce est endémique du Khouzistan en Iran. Elle se rencontre vers Dezfoul.

## Description
Le mâle holotype mesure 6,38 mm et la femelle paratype 9,30 mm.

## Étymologie
Cette espèce est nommée en l'honneur de Leonard Cohen.

## Publication originale
- Zamani, Mirshamsi & Marusik, 2021 : « 'Burning violin': the medically important spider genus Loxosceles (Araneae: Sicariidae) in Iran, Turkmenistan, and Afghanistan, with two new species. » Journal of Medical Entomology, sér. , vol. 58, no 2, p. 666-675.